# Дама без камелий
«Дама без камелий» (итал. La signora senza camelie) — кинофильм режиссёра Микеланджело Антониони, вышедший на экраны в 1953 году.

## Сюжет
К молодой актрисе Кларе Манни, прежде работавшей продавщицей в магазине, приходит неожиданный и громкий успех. Продюсер Джанни Франки, снимающий её в новом фильме, начинает за ней ухаживать и вскоре уговаривает её выйти за него замуж. Движимый ревностью, он не может позволить своей супруге сниматься в легкомысленных мелодрамах, прославивших её имя. Поэтому он начинает амбициозный проект с целью создать Кларе имидж серьёзной актрисы...

## В ролях
- Лючия Бозе — Клара Манни
- Джино Черви — Эрколе
- Андреа Кекки — Джанни Франки
- Иван Десни — Нардо Рускони
- Моника Клэй — Симонетта
- Ален Кюни — Лоди
- Анна Карена — мать Клары
- Энрико Глори — режиссёр